# Пеканка, Йозеф
Йозеф Пеканка (нем. Josef Pecanka; 7 апреля 1925, Вена — 28 июля 2015, Вена) — германский и австрийский хоккеист на траве и футболист, полузащитник; тренер по хоккею на траве и футболу. Участник летних Олимпийских игр 1948 и 1952 годах как спортсмен, летних Олимпийских игр 1980 года как тренер.

## Биография
Йозеф Пеканка родился 7 апреля 1925 года в австрийском городе Вена.

### Карьера в хоккее на траве
C 1939 года играл в хоккей на траве за венский «Пост». В его составе 15 раз становился чемпионом Австрии по хоккею на траве (1951, 1953—1960, 1962—1965, 1967—1968) и 9 раз — по индорхоккею (1951, 1958—1959, 1961—1966).
Был одним из лидеров австрийского хоккея на траве в течение многих лет.
В 1948 году вошёл в состав сборной Австрии по хоккею на траве на летних Олимпийских играх в Лондоне, поделившей 7-9-е места. В матчах не участвовал.
В 1952 году вошёл в состав сборной Австрии по хоккею на траве на летних Олимпийских играх в Хельсинки, поделившей 7-8-е места. Играл на позиции полузащитника, провёл 4 матча, мячей (по имеющимся данным) не забивал.
Работал тренером по хоккею на траве. На клубном уровне приводил свои команды к титулам чемпионов Австрии по хоккею на траве среди женщин (1960, 1980) и среди мужчин (1982), по индорхоккею среди мужчин (1974) и среди женщин (1976—1977, 1979, 1981—1982).
Тренировал сборные Австрии среди мужчин, женщин, юниорок по хоккею на траве и индорхоккею.
В 1980 году возглавлял женскую сборную Австрии на летних Олимпийских играх в Москве, занявшую 5-е место. В 1982 году выиграл со сборной Австрии среди мужчин до 21 года молодёжный чемпионат Европы по индорхоккею. Вывел мужскую сборную Австрии на чемпионат Европы 1983 года в Амстелвене.
Был одним из основоположников и разработчиков правил индорхоккея.
В дальнейшем на протяжении многих десятилетий руководил хоккейным отделением клуба «Пост».

### Карьера в футболе
В 1953—1959 годах играл в футбол за венский «Зиммеринг».
После этого работал тренером молодёжных команд венских «Фёрста» (1960—1968, 1972—1973), «Рапида» (1968—1972) и «Аустрии» (1973—1975).
В марте 1973 года стал помощником главного тренера «Аустрии» Белы Гуттманна, а в сезоне-1973/74 стал главным тренером, выиграв Кубок Австрии.
С сентября 1975 года до 1976 года был главным тренером «Рапида», также приведя его к победе в Кубке страны. Во время работы в Рапиде сыграл ключевую роль в развитии карьеры нападающего Ханса Кранкля, одного из лучших футболистов в истории Австрии.
В 1975—1979 годах снова тренировал молодёжную команду «Рапида».
Умер 28 июля 2015 года в Вене.

## Семья
Младший брат — Алоис Пеканка (1927—2018), австрийский футболист и хоккеист.
Младший брат — Роберт Пеканка (1930—2013), австрийский хоккеист на траве, футболист и теннисист. Участник летних Олимпийских игр 1952 года.
Старшая дочь — Элеонора Пеканка (в замужестве — Бендлингер; род. 1956), австрийская хоккеистка на траве. Участница летних Олимпийских игр 1980 года.
Младшая дочь — Бригитта Пеканка (в замужестве — Зеди; род. 1959), австрийская хоккеистка на траве. Участница летних Олимпийских игр 1980 года.